# Kluuvi (centre commercial)
Le centre commercial Kluuvi est un centre commercial du quartier de Kluuvi à Helsinki en Finlande.

## Architecture
Le centre commercial Kluuvi est situé en bordure d'Aleksanterinkatu au centre-ville d'Helsinki
Le centre commercial a été inauguré le 15 mars 1989.
L'ancien Kluuvi a été conçu par le cabinet d'architecte Castren-Jauhiainen-Nuuttila Oy. 
Le centre commercial est composé de bâtiments de différentes époques, les parties les plus anciennes remontant au XIXe siècle. 
Les locaux et le concept du centre commercial ont été rénovés en 2011.
Le centre commercial comprend la partie ouest de l'îlot urbain Aasi. 
Il se compose de cinq bâtiments (Aleksanterinkatu 7b, Aleksanterinkatu 9, Kluuvikatu 5, Kluuvikatu 7 et Yliopistonkatu 6), qui sont reliés les uns aux autres par une cour située  au centre de l'îlot.
Le bâtiment d'Aleksanterinkatu 9 est l'ancien grand magasin Elanto concu par Veikko Leistén en 1952, dont la façade en granite est ornée d'un relief sculpté par Aimo Tukiainen et représentant une famille ouvrière.
Kluuvikatu 5 et Yliopistonkatu 6 sont d'anciens bâtiments résidentiels et commerciaux du XIXe siècle, et seules leurs façades ont été conservées. Aleksanterinkatu 7b et Kluuvikatu 7 sont de nouveaux bâtiments conçus par Castren-Jauhiainen-Nuuttila qui complètent le bloc.

## Accès
Le centre commercial est à côté de la station  Helsingin yliopisto du métro d'Helsinki.
Le centre commercial est aussi accessible par les lignes de tramway 2, 4, 5 et 7.